# Trichomanes spruceanum
Trichomanes spruceanum là một loài thực vật có mạch trong họ Hymenophyllaceae. Loài này được Hook. miêu tả khoa học đầu tiên năm 1854.